# Ocriculum
Ocriculum (grec antic: Ὄκρικλοι o també Ὀκρίκολον) va ser una ciutat de l'Úmbria a la via Flamínia, prop de la riba esquerra del Tíber, al costat de l'actual Otricoli i a uns 40 km de Roma. Era una ciutat dels umbres que l'any 308 aC es va separar de la confederació i es va aliar a Roma, segons diu Titus Livi. Sota domini romà va ser ciutat important i va agafar el rang de municipi.
L'any 217 aC Quint Fabi Màxim Berrugós va agafar el comandament de l'exèrcit de Gneu Servili Gemin a aquesta ciutat, després de la batalla del llac Trasimè.
A la guerra social va sofrir nombrosos atacs, i segons l'historiador Luci Anneu Flor va ser assolada i molts dels seus habitants van morir per l'espasa, però es va recuperar ràpidament i en temps d'Estrabó era ja un municipi pròsper. En aquesta ciutat l'exèrcit de Vespasià es va aturar després de la rendició de les legions de Vitel·li a Nàrnia, explica Tàcit.
Va conservar la seva importància durant l'Imperi, degut a la seva situació prop de la via Flamínia. Una inscripció l'esmenta com splendidissima civitas Ocricolana ('il·lustre o florent ciutat d'Ocricuum'). L'anomenen Plini el Vell i Claudi Ptolemeu. Als Itineraris és esmentada com Utriculum. L'any 413, Heraclià, comte d'Àfrica, va ser derrotat en aquest lloc per l'exèrcit d'Honori.
A la caiguda de l'Imperi d'Occident ja és esmentada com a seu episcopal. No se sap quan va ser abandonada però a l'edat mitjana va quedar deshabitada i substituïda per la propera Otricoli.
El lloc de l'antiga ciutat està a uns 3 km de la moderna vila d'Otricoli. S'ha trobat un edifici molt ben conservat, una basílica, un teatre, un amfiteatre, termes, temples i altres edificis; un dels mosaics és especialment rellevant i va ser portat al Vaticà junt amb un cap colossal de Júpiter.